# PinePhone
Il PinePhone è uno smartphone prodotto da Pine64, pensato per dare al proprio possessore pieno controllo sul dispositivo. Per raggiungere questo obiettivo, sono state adottate diverse misure, tra cui l'utilizzo di sistemi operativi per dispositivi mobili basati su Linux non modificato (mainline), l'assemblaggio del dispositivo con le viti, semplificandone l'apertura per le riparazioni e le modifiche, e includendo sei interruttori fisici di sicurezza, accessibili rimuovendo la scocca del dispositivo.